# Dermatosorus cyperi
Dermatosorus cyperi är en svampart som beskrevs av Vánky 1995. Dermatosorus cyperi ingår i släktet Dermatosorus och familjen Anthracoideaceae.   Inga underarter finns listade i Catalogue of Life.